# Арчибальд Генрі Сейс
Арчибальд Генрі Сейс (англ. Archibald Henry Sayce; 25 вересня 1845 року, Шірхемптон, Брістоль — 4 лютого 1933 року) — британський сходознавець, піонер ассирології, лінгвіст. Також відомий вивченням стародавнього Єгипту, цивілізацій Малої Азії (хеттів, карійців, лідійців та ін.). Сейс започаткував дешифрування лувійських ієрогліфів (які він помилково назвав «хетськими», причому назва за традицією продовжувала вживатися і після дешифрування даного письма).
Професор ассирології Оксфордського університету (1891—1919). Почесний член Британської академії (1929).

## Біографія
Арчибальд ще з дитинства хворів на туберкульоз, тому навчався вдома у приватного вчителя, й вже у віці 10 років читав Гомера в оригіналі. Пізніше відвідував Квінс-Коледж в Оксфорді і став його аспірантом в 1869 р..
У 1874 р. опублікував об'ємне дослідження «Астрономія та астрологія вавилонян» («The Astronomy and Astrology of the Babylonians», в збірнику Transactions of the Society of Biblical Archaeology vol. 3, part 1), що включало транслітерацію і переклад клинописних текстів.
У 1879 р. Сейс відвідав руїни стародавнього міста Магнесія-на-Меандрі (недалеко від сучасного селища Язиликая, Туреччина) і впізнав у них невідому раніше догрецьку культуру.
У 1876 р. йому вдалося розшифрувати одну з хетських логограм на камені в м. Хамат, Сирія, упізнавши в ній займенник «я». У 1880 р. він розшифрував ще один ієрогліф, який виявився іменем божества. За його припущеннями, поселення Хаттуса було столицею Хетського царства, оскільки деякі ієрогліфічні написи, виявлені в Алеппо і Хаматі (Північна Сирія), збігалися з написом на пам'ятці в Хатуссі.
У 1882 р. в доповіді Товариству біблійної археології Лондона Сейс обґрунтував, що хетти представляли собою не просто один з багатьох народів, що згадуються в Біблії, а народ, який населяв величезну Хеттську імперію — державу ht, що згадується в давньоєгипетських текстах епохи Нового царства. Він, разом з Вільямом Райтом, ототожнили руїни поблизу турецького селища Хаттуса зі столицею Хетського царства.
Сейс дійшов висновку, що «хетське ієрогліфічне письмо» було складовим письмом, тобто більшість знаків позначала склади: письмо містило занадто багато знаків для алфавіту, але й занадто мало — для ідеографічного письма. Знак, що позначав божество, був присутній на каменях з Хамата та інших місць, у всіх випадках у вигляді префікса перед недешифрованою групою ієрогліфів, що позначала різні божества. Це змусило Сейса думати, що, знайшовши ім'я одного з цих божеств за допомогою іншої мови, якщо ім'я божества в тій мові вимовлялося подібним чином, можна буде прочитати дане ім'я і в запису «хетськими ієрогліфами».
Інакше кажучи, Сейс мріяв знайти напис, подібний єгипетському двомовному Розетському каменю, який би допоміг отримати ключ до хетських написів. У 1880 р. він виявив подібний напис, правда, дуже короткий — на срібному диску в Стамбулі. У центрі був зображений воїн у короткій туніці, накидці, шоломі і в чоботях з загнутими догори носами (характерне хетське вбрання). Навколо воїна був клинописний напис хуррітською мовою. Сейс припустив, що клинописний напис на печатці та ієрогліфи у внутрішньому колі мали одне і те ж значення. Таким чином, перед ним був двомовний текст.
Працюючи з пластиковим відбитком, Арчибальд Сейс перевів клинописний текст печатки: «Таррітктімме, цар країни Ерме» (Галерея Уолтерса, Балтімор). Завдяки цьому до кінця 1886 року було дешифровано 7 знаків з декількох сотень знайдених хетських ієрогліфів.
Пізніше, після того як Сейс переключив свою увагу на єгиптологію, був відкритий Богазкейський архів з великою кількістю хетських написів.
Сейс одним із перших досліджував карійські написи і запропонував їх дешифрування, яке виявилося повністю помилковим (вченого ввела в оману зовнішня схожість карійських букв з грецькими).

Дуже багато з праць Сейса були раніше викладені у вигляді лекцій. У 1887 р. він опублікував лекції на тему Вавилонської релігії, в 1902 р. — лекції з єгипетської та вавилонської релігії, і в 1907 р. — лекції про Ріндський папірус. 
- Assyrian Grammar for Comparative Purposes (1872)
- Principles of Comparative Philology (1874)
- Babylonian Literature (1877)
- Introduction to the Science of Language (1879)
- Monuments of the Hittites (1881)
- Herodotus i-ui. (1883)
- Ancient Empires of the East (1884)
- Introduction to Ezra, Nehemiah and Esther (1885)
- Assyria (1885)
- Hibbert Lectures on Babylonian Religion (1887)
- The Hittites (1889)
- Races of the Old Testament (1891)
- Higher Criticism and the Verdict of the Monuments (1894)
- Patriarchal Palestine (1895)
- The Egypt of the Hebrews and Herodotus (1895)
- Early History of the Hebrews (1897)
- Israel and the Surrounding Nations (1898)
- Babylonians and Assyrians (1900)
- Egyptian and Babylonian Religion (1903)
- Archaeology of the Cuneiform Inscriptions (1907)

 Сейс також написав низку важливих статей для 9-го, 10-го і 11-го видань Encyclopædia Britannica.